# 미키 사토시
미키 사토시(일본어: 三木聡, 1961년 8월 9일 ~ )는 일본의 연출가, 각본가, 영화 감독이다. 게이오기주쿠 대학 문학부를 졸업하였다.

## 작품 활동

### TV 드라마
- 《변신 인터뷰어의 우울》(2013) ... 각본, 연출
- 《아타미의 수사관》(2010) ... 각본, 연출
- 《톤슈어》(2008) ... 1화 각본, 연출
- 《주간 마키 요코》(2008) ... 각본, 연출
- 《돌아온 시효경찰》(2007) ... 각본, 연출
- 《시효경찰》(2006) ... 각본, 연출

### 영화
- 《오레, 오레》 (2013) ... 각본, 감독
- 《인스턴트 늪》 (2009) ... 각본, 감독
- 《텐텐》 (2007) ... 각본, 감독
- 《도감에 없는 곤충》 (2007) ... 원작, 각본, 감독
- 《다메진》 (2006) ... 각본, 감독
- 《거북이는 의외로 빨리 헤엄친다》 (2005) ... 각본, 감독
- 《인 더 풀》 (2005) ... 각본, 감독